# 大田区職員労働組合
大田区職員労働組合（おおたくしょくいんろうどうくみあい、略称：大田区職労（おおたくしょくろう）、英語: Ota City Office Workers Union）は、大田区役所の職員で組織する労働組合（職員団体）である。

## 概要
大田区役所の職員で組織する。上部団体は全国労働組合連絡協議会（全労協）、全日本自治団体労働組合（自治労）、大田区の労働組合共闘組織である大田区労働組合協議会（大田区労協）に加盟する。かつては自治労を通じて総評に加盟していたが、1980年代の労働界の再編で総評が解散する中、大田区職労は連合加盟の方針を打ち出した自治労に残ることを選択したが、独自に全労協にも加盟した。